# Anathulea fatima
Anathulea fatima – gatunek błonkówki z rodziny Pergidae.

## Taksonomia
Gatunek ten został opisany w 1882 roku przez Williama Kirby'ego pod nazwą Perantherix fatima. Jako miejsce typowe podano stan Amazonas w Brazylii. Holotypem była samica. 

## Zasięg występowania
Ameryka Południowa, znany jedynie ze stanu Amazonas w płn.-zach. Brazylii.